# Brooklyn's Don Diva
Albums de Foxy Brown
Broken Silence
(2001)
Singles
1. We Don't Surrender
Sortie : 25 septembre 2007
2. When the Lights Go Out
Sortie : 13 novembre 2007
3. Star Cry
Sortie : 12 février 2008

Brooklyn's Don Diva est une mixtape de Foxy Brown, sortie le 13 mai 2008.
L'album s'est classé 5e au Top R&B/Hip-Hop Albums, 8e au Top Independent Albums et 83e au Billboard 200. 	
D'après le magazine Rolling Stone, l'opus devait sortir avant Black Roses, l'album sur lequel la rappeuse travaille depuis 2004. 
Plusieurs titres ont été publiés sur iTunes pour promouvoir la mixtape. La sortie de Brooklyn's Don Diva a été retardée à plusieurs reprises, notamment en raison de l'incarcération de la rappeuse.

## Liste des titres
| No  | Titre                                                       | Contient un (des) sample(s) de   | Durée |
| --- | ----------------------------------------------------------- | -------------------------------- | ----- |
| 1.  | Brooklyn's Don Diva                                         |                                  | 2:36  |
| 2.  | We Don't Surrender (featuring Grafh)                        |                                  | 4:06  |
| 3.  | We're On Fire (featuring Mavado)                            |                                  | 4:23  |
| 4.  | Dreams of Fucking a D-Boy (featuring Jay Rush)              |                                  | 3:09  |
| 5.  | When the Lights Go Out (featuring Kira)                     |                                  | 3:35  |
| 6.  | Never Heard This Before (featuring Dwele)                   |                                  | 4:12  |
| 7.  | Too Real (featuring AZ)                                     | Guess You Didn't Know de One Way | 2:54  |
| 8.  | Star Cry                                                    |                                  | 4:30  |
| 9.  | Why                                                         |                                  | 4:12  |
| 10. | She Wanna Rude Bwoy (featuring Demarco)                     |                                  | 3:30  |
| 11. | The Quan (featuring Lady Saw)                               |                                  | 3:47  |
| 12. | Bulletproof Love/One Love (featuring Lil' Mo)               |                                  | 3:49  |
| 13. | How We Get Down (featuring Grafh et Prinz)                  |                                  | 4:30  |
| 14. | We Set the Pace (featuring Morgan Heritage et Spragga Benz) |                                  | 4:25  |

| 15. | The Quan (Hip Hop Mix) (featuring Lady Saw) | It's Time to Break Down des Supremes | 3:45 |